# Abraham Robinson
Abraham Robinson (6. října 1918, Waldenburg, Německé císařství – 11. duben 1974, New Haven, Connecticut, USA) byl americký matematik.
Je znám především jako zakladatel nestandardní analýzy, rigorózního matematického systému, ve kterém se definují infinitezimální a nekonečná čísla.

## Dílo
- The metamathematics of Algebraic Systems 1951
- Complete Theories 1956
- Wing theory 1956
- Introduction to model theory and to the metamathematics of algebra 1963
- Non-Standard Analysis 1966
- Selected papers, 3 BDE., Yale University Press 1979